# Richard Dedekind
Julius Wilhelm Richard Dedekind (né le 6 octobre 1831 à Brunswick et mort le 12 février 1916 dans la même ville) est un mathématicien allemand et un proche disciple d’Ernst Kummer en arithmétique. Pionnier de l'axiomatisation de l'arithmétique, il a proposé une définition axiomatique de l'ensemble des nombres entiers ainsi qu’une construction rigoureuse des nombres réels à partir des nombres rationnels (méthode des « coupures » de Dedekind).

## Biographie

### Années de formation
Julius Wilhelm Richard Dedekind naît au sein d'une famille cultivée, il est le fils cadet de Caroline Emperius et de Julius Levin Ulrich Dedekind (de), un juge qui avait enseigné au Collège Carolin (de). Il a deux sœurs, Julie et Mathilde et un frère, Adolf. Malgré les origines modestes de son père, il a une enfance exempte de difficultés économiques. Dès son plus jeune âge, Richard fait preuve d'une oreille musicale extraordinaire. Le climat intellectuel dans lequel baigne le foyer alimente sa passion pour la musique, qu'il conservera toute sa vie : il apprend à jouer du piano et du violon entre deux jeux d'enfants. À l'instar de Carl Friedrich Gauss avant lui, il démarre ses études au lycée Saint-Martin-et-Sainte-Catherine de Brunswick (de). La physique et la chimie piquent au vif sa curiosité, tandis que les mathématiques le laissent un peu froid. Néanmoins, avec le temps, il juge peu fiables les raisonnements employés dans ses disciplines favorites, de sorte que la pureté et la rigueur de la méthode mathématique finissent par le séduire. Les mathématiques le passionnent tellement qu'elles éclipsent la musique et deviennent sa grande passion. En 1848, désireux de poursuivre ses études dans ce domaine, Dedekind intègre le Collegium Carolinum de Brunswick, qui jouit alors d'une certaine réputation. Il y reçoit une excellente formation, car les diverses matières — dont le calcul différentiel et intégral et la géométrie analytique — y sont enseignées à un niveau poussé. À l'occasion du jubilé organisé en 1849 pour les cinquante ans du doctorat de « prince des mathématiciens », la direction du Collegium lui adresse une lettre de félicitations, dans laquelle il est écrit que Gauss « avait rendu possible l'impossible », ce qui suscite immédiatement la curiosité de Dedekind. Il est conquis par ses idées dès qu'il étudie la représentation géométrique des nombres complexes, ce qui l'amène à se plonger dans son œuvre maîtresse, les Disquisitiones arithmeticae (1801) dont il entame l'étude.
En 1850, Dedekind commence ses études universitaires à Göttingen et assiste aux cours de Moritz Stern sur le calcul différentiel et intégral, qui ne lui apprennent pas grand-chose de plus que ce qu'il a appris au Collegium Carolinum. Toutefois, Stern influence indirectement et positivement la formation de nombreux étudiants de Göttingen, car il a créé le séminaire de physique et de mathématiques avec Weber. Dedekind y participe presque tout de suite, ce qui lui permet de découvrir les idées novatrices de Weber, de peaufiner sa connaissance de la théorie des nombres auprès de Stern et de rencontrer Bernhard Riemann, dont il devient l'assistant en 1851. Au Collegium Carolinum, Dedekind avait eu vent des prouesses mathématiques de Gauss, dont il fait ensuite la connaissance à Göttingen. Au deuxième semestre, il s'estime suffisamment compétent pour assister aux conférences du « prince des mathématiciens ». En plus de présenter les éléments essentiels de la méthode des moindres carrés, ces conférences jettent des passerelles vers d'autres branches des mathématiques, comme le calcul des probabilités et les intégrales définies. La participation de Dedekind aux conférences sur les moindres carrés lui sert de « carte de visite » et Gauss accepte peu après de diriger sa thèse de doctorat. Partant du domaine de recherche suggéré par son tuteur, il rédige sa thèse Über die Theorie der Eulerschen Integrale (Sur la théorie des intégrales d'Euler), qu'il soutient avec brio en 1852. Sa thèse est adroite et autonome mais elle ne montre aucun talent spécial à l'inverse des travaux postérieurs de Dedekind. Le mathématicien écossais Eric Temple Bell cite Gauss commentant sa thèse : « Le mémoire préparé par Herr Dedekind est le fruit de recherches portant sur le calcul intégral, un sujet tout sauf trivial. L'auteur fait montre d'une bonne connaissance de ces questions primordiales, mais aussi d'une indépendance de jugement qui, à n'en point douter, augure favorablement de son avenir ». Âgé d'un peu plus de vingt ans, Richard Dedekind obtient le titre de docteur, devenant ainsi le plus jeune et le dernier à l'obtenir sous la tutelle du « prince des mathématiciens ». Après 1852, il se consacre pendant quelques années à un projet de recherche qui lui permet de décrocher l'habilitation. Après avoir passé deux ans à Berlin, il présente en juin 1854, en présence de Gauss et de Weber, le fruit de ses recherches, une thèse intitulée « sur l'introduction de nouvelles fonctions en mathématiques ». Une fois l'habilitation en poche, il obtient le titre de Privatdozent à Göttingen, quelques semaines après que son ami Bernhard Riemann l'a obtenue grâce à deux exposés mémorables.

### Göttingen
Le 23 février 1855, Carl Friedrich Gauss décède. L'université de Göttingen crée la chaire de mathématiques qui échoit à Gustav Lejeune Dirichlet qui enseignait alors, sans répit, à l'université de Berlin et à l'Académie militaire de Prusse à Berlin. L'arrivée de Dirichlet marque un point d'inflexion qualitatif pour les mathématiques à Göttingen, non seulement parce que c'est un excellent professeur, mais aussi parce qu'il est porteur d'un esprit scientifique modelé par son séjour en France. Bernhard Riemann avait suivi à l'université de Berlin les cours de Dirichlet et, avec le temps, leur relation avait cessé d'être professionnelle et ils s'étaient liés d'amitié. Ainsi, lors d'un bref passage à Göttingen en 1852, Dirichlet l'avait aidé à peaufiner sa thèse d'habilitation. Dedekind se joint rapidement à eux pour former un « triumvirat », partageant avec les deux autres les mêmes centres d'intérêt.
Au cours de l'année universitaire 1854-55, Dedekind donne ses premiers cours en tant que Privatdozent, avec pour thèmes la géométrie et le calcul des probabilités. Les années suivantes, il enseigne l'algèbre supérieure, la division du cercle (cyclotomie) et la théorie des groupes. Il enseigne aussi la théorie de Évariste Galois dès 1857-58, étant ainsi le premier à aborder un thème aussi novateur dans une université allemande. En assistant aux cours donnés par Dirichlet à Göttingen (théorie des nombres, théorie du potentiel, équations aux dérivées partielles et intégrale définie), il peut non seulement se familiariser avec ces disciplines — qui font défaut à son CV estudiantin —, mais adopte aussi un style mathématique différent de celui de Gauss. Dedekind affirme que ce sont les échanges constants avec Dirichlet qui influencent le plus son développement intellectuel.
L'amitié entre Dedekind et Riemann remonte au séminaire supervisé par Weber et Moritz Stern, et devient encore plus forte lorsque tous deux obtiennent le titre de Privatdozent. Sur le plan mathématique, Dedekind assiste aux cours que donne son ami sur les fonctions abéliennes et elliptiques, ainsi qu'aux cours sur la théorie des fonctions de variable complexe. Dedekind souhaite quitter Göttingen malgré le climat fertile de partage qui y règne, car il espère décrocher un poste lui assurant un salaire fixe et, ainsi délivrer sa famille du poids qu'il représente. L'occasion se présente en 1858 quand Joseph Ludwig Raabe quitte l'école polytechnique de Zurich. Riemann et Dedekind postulent tous les deux et, après l'avis d'une commission d'observation suisse envoyée à Göttingen, la décision est prise assez vite : comme l'écrit Dirichlet lui-même, « Dedekind est un excellent pédagogue ». L'été de la même année, Dedekind fait ses valises, direction Zurich.

### Zurich
Déménager à Zurich en Suisse est un tournant radical dans la vie de Dedekind. D'une part, il quitte sa terre natale ; d'autre part, il s'éloigne de deux de ses amis les plus proches, à la fois sur les plans personnel et scientifique : se séparer de Riemann et Dirichlet ne dut pas être facile pour lui. En revanche, la Suisse lui offre un salaire fixe qui lui permet de vivre sereinement sans dépendre de l'aide financière de son frère.
À son arrivée en Suisse, Dedekind se voit demander par la direction de l'école de préparer un cours d'introduction au calcul différentiel. C'est lors de ce séjour suisse, plus précisément le 24 novembre 1858, qu’il définit les coupures de Dedekind, une nouvelle idée pour représenter les nombres réels comme une division des nombres rationnels. Un nombre réel est une coupure qui sépare les nombres rationnels en deux ensembles, un ensemble supérieur et un ensemble inférieur. Par exemple, la racine carrée de 2 est une coupure entre tous les nombres négatifs ou ayant un carré inférieur à 2 et ceux positifs ayant un carré supérieur à 2. C'est aujourd'hui une des définitions standards des nombres réels. Bien qu'extrêmement satisfait de sa découverte — il la communique sur-le-champ à plusieurs de ses amis les plus proches —, il ne la publie pas immédiatement, mais attend quatorze ans pour le faire. Elle apparaît ainsi en 1872 dans la monographie Continuité et nombres irrationnels, dans laquelle il développe ses découvertes sur la nature des nombres réels.
Son séjour à Zurich est marqué par deux tristes nouvelles. En mai 1859, il apprend la mort de Dirichlet et de son épouse Rebecka Mendelssohn quelques mois plus tôt. Le décès de son ami et mentor le pousse à rentrer à Göttingen où il apprend que son maître l'a désigné comme exécuteur testamentaire de ses documents, ce qui implique notamment de préparer de nombreux manuscrits en vue de les publier. Le 30 juillet 1859, Riemann devient titulaire de la chaire de mathématiques de Göttingen et apprend peu après qu'il est élu membre de l'académie des sciences de Berlin en reconnaissance de son œuvre scientifique de premier ordre. Riemann accepte le poste et se met en route pour la capitale avec son ami Dedekind. À Berlin, Dedekind rencontre Ernst Kummer et Leopold Kronecker, dont les recherches en théorie des nombres font d'eux les héritiers de la tradition initiée par Gauss. À son retour de Berlin, Dedekind poursuit son activité pédagogique à Zurich pendant deux années universitaires supplémentaires. En octobre 1861, il reçoit une invitation du Collège Carolin (de) de Brunswick, rénové depuis peu et transformé en école polytechnique. Il accepte la proposition à la fin du même mois. Le poste prévoit un maximum de douze heures hebdomadaires d'enseignement de matières telles que la géométrie analytique, l'analyse mathématique, le calcul différentiel et intégral, et la mécanique analytique.

### Brunswick

#### Une vie paisible

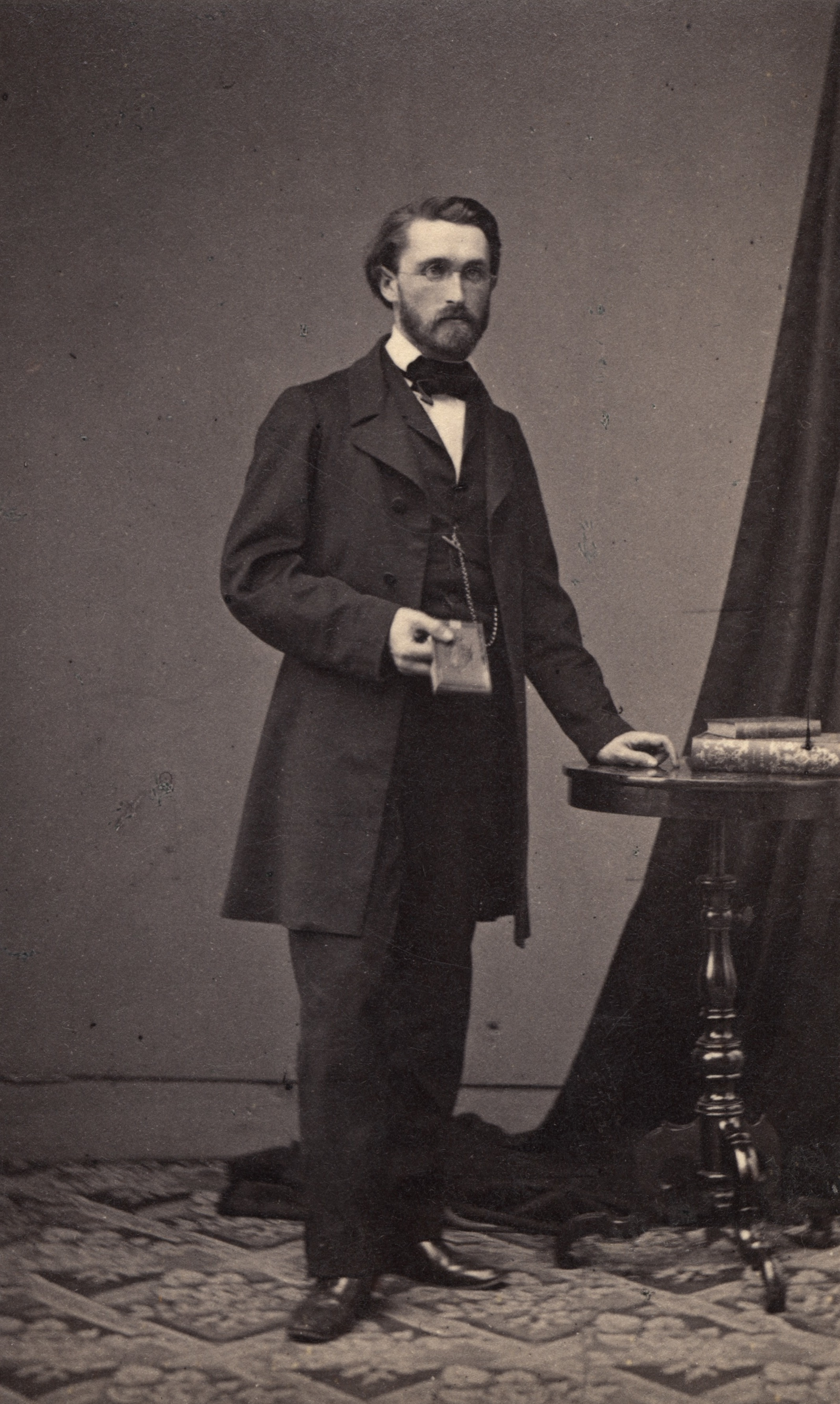
Dedekind, avant 1886

De retour à Brunswick, Dedekind a plus de temps libre pour préparer l'édition des manuscrits de Dirichlet. Il se dédiait corps et âme à cette tâche depuis 1859. Deux ans plus tard, il avait publié un article intitulé Recherches sur un problème d'hydromécanique dans les Mémoires de l'Académie royale de Göttingen. Mais il se consacrait surtout à l'organisation et à l'édition du livre que préparait Dirichlet sur la théorie des nombres et qu'il n'avait pas pu rédiger en raison de son décès prématuré. Enfin, la première édition des Leçons sur la théorie des nombres paraît en 1863. Son importance réside avant tout dans le fait que Dirichlet décrit de manière bien plus compréhensible que Gauss bon nombre des idées que ce dernier a abordées dans ses Disquisitiones arithmeticae.
En 1866, la tuberculose emporte Riemann, et sa mort prématurée survient en pleine phase de grande créativité. Peu avant son décès, imitant Dirichlet, il avait fait de Dedekind le dépositaire de ses manuscrits, lequel s'attelle presque tout de suite à l'entreprise colossale que représente l'organisation des écrits de Riemann et la sélection des textes publiables. Le travail de Dedekind débouche sur la publication, en 1867, du célèbre mémoire Sur la possibilité de représenter une fonction par une série trigonométrique, qui remporte du succès en dehors de l'Allemagne (traduction française par Gaston Darboux publiée en 1873). Un autre article de Riemann paraît dans le même numéro de la revue de la Société royale scientifique de Göttingen Sur les hypothèses qui servent de fondements à la géométrie. Même si ces deux articles sont pratiquement terminés, Dedekind a le mérite de comprendre l'importance des idées avancées par son ami et de les publier telles quelles. Il poursuit avec dévouement l'édition des documents de Riemann, mais il demande l'aide d'Alfred Clebsch — qui meurt prématurément en 1872 — et de Heinrich Weber, qui accepte en 1874 de devenir le coéditeur des œuvres de Riemann. Il est difficile d'évaluer le travail d'exécuteur testamentaire qu'accomplit Dedekind, d'autant qu'il avait vingt-huit ans quand Dirichlet est mort et quarante-cinq ans quand les Œuvres complètes (1876) de Riemann sont publiées, et que ces dix-sept ans correspondent à ses années les plus productives sur le plan mathématique. Dedekind a su faire passer les contributions de ses deux amis avant les siennes. Dans le même temps, il mène des recherches sur la théorie des nombres qui transcendent les limites de cette discipline. Tandis qu'il travaille sur l'édition des manuscrits de Riemann, il prépare la deuxième version des Leçons sur la théorie des nombres de Dirichlet. Il apporte quelques modifications au cœur du texte et ajoute le supplément X, dans lequel il étudie la composition des formes.
En 1872, il publia ses réflexions sur la définition rigoureuse des nombres irrationnels par les coupures de Dedekind dans un article intitulé Stetigkeit und irrationale Zahlen (« Continuité et nombres irrationnels »).
Sa discipline et son dévouement sont récompensés par le conseil d'administration de l'École polytechnique de Brunswick, qui le désigne recteur pour la période 1872-1875. C'est lui aussi qui dirige le comité de construction qui supervise l'édification des nouvelles installations, achevées en 1878.
En 1872, il rencontre fortuitement Cantor dans la ville suisse d’Interlaken. On peut conjecturer sur un sujet qu'ils abordent : la nature du nombre réel et la continuité car, sur ce point, les deux mathématiciens ne partagent pas du tout la même vision. De son côté, Dedekind décide de changer d'orientation scientifique : peut-être motivé par la publication de Continuité et nombres irrationnels, il devient obsédé par la construction précise des divers ensembles numériques, et notamment par la définition des nombres naturels à partir de la notion plus simple d'ensemble, ou de système, terme qui a sa préférence. Le 29 novembre 1873, Cantor écrit à Dedekind pour lui soumettre un problème. Ce dernier ne peut pas répondre à sa question, toutefois il le recontacte plus tard pour lui adresser la démonstration que l'ensemble des nombres algébriques est dénombrable. Un échange de correspondance s'ensuit et, en 1874, Cantor publie un article intitulé Sur une propriété du système de tous les nombres algébriques réels, qui concerne les résultats dont il a discuté dans ses correspondances avec Dedekind, notamment la preuve de son collègue de la dénombrabilité des nombres algébriques (la « propriété » du titre de l'article). Il publie la preuve dont Dedekind est l'auteur sans lui attribuer le mérite, ni même sans lui demander son accord. Il en fait de même pour la non-dénombrabilité de l'ensemble des nombres réels, en omettant de mentionner les corrections apportées par son collègue. Cette attitude déplorable nuit sans doute à sa relation avec Dedekind, qui garde ensuite ses distances et ne lui écrit presque plus. Les tensions s'atténuent au début de 1877, et les deux mathématiciens s'échangent de nombreuses lettres entre juin et juillet. Ils abordent à cette occasion les relations de dénombrabilité entre des espaces aux dimensions différentes, par exemple entre le segment [0,1] et le carré [0,1] x [0,1]. Cantor obtient un résultat surprenant qu'il demande à son collègue de valider, ne l'estimant pas valide tant que Dedekind ne lui a pas donné son feu vert. En réponse, Dedekind suggère plusieurs modifications, corrige quelques erreurs et présente également une conjecture intéressante, dite « conjecture de Dedekind ». En octobre 1877, Cantor informe son collègue de la rédaction d'un article pour le Journal de Crelle, contenant les résultats dont les deux mathématiciens ont discuté dans leur correspondance. Finalement, l'article paraît en 1878 et, coutumier du fait, Cantor oublie de mentionner les multiples suggestions et commentaires que lui a faits son collègue de Brunswick, jetant à nouveau un froid entre lui et Dedekind, au point qu'ils cessent pratiquement de s'écrire. En septembre 1882, Cantor expose à Dedekind ses dernières recherches, et notamment un théorème qu'il a du mal à cerner, et qui porte aujourd'hui le nom de « théorème de Cantor-Bernstein-Schröder ». Attiré par la difficulté et l'importance du problème posé, Dedekind s'y attelle avec ses propres outils et démontre le théorème cinq ans après. Toutefois, il ne publiera jamais cette démonstration, qui sera découverte dans ses manuscrits et insérée dans ses Œuvres complètes parues entre 1930 et 1932. Cet événement montre bien qu'il n'y a pas de véritable collaboration entre Cantor et Dedekind, et encore moins d'amitié.
En 1876, il publie dans le Bulletin de Gaston Darboux la version française de sa théorie des idéaux. Il prépare aussi la troisième édition des Leçons sur la théorie des nombres. Par ailleurs, le 1er février 1880, son entreprise est louée par l'académie de Berlin, et le 11 mars 1880, il en est élu membre. En 1880, à force de travail acharné, le duo Dedekind-Weber achève la rédaction de l'article Théorie des fonctions algébriques d'une variable, qui paraît en 1882 et contient la démonstration algébrique du théorème de Riemann-Roch. L'importance de cette publication ne réside pas dans le quoi, mais dans le comment. Petit à petit, Dedekind et Weber transposent les définitions d'anneau, de module et d'idéal, introduites dans le contexte des nombres algébriques, au domaine des fonctions algébriques. Cette démarche permet de mettre au jour les similitudes entre ces deux sortes d'entités mathématiques.
Après la publication de sa monographie en 1888, Dedekind prépare avec Heinrich Weber une nouvelle édition des Œuvres complètes (1892) de Riemann, dans laquelle ils corrigent les erreurs de la version précédente et en étoffent le contenu. Il s'attelle également à la quatrième et dernière édition des Leçons sur la théorie des nombres de Dirichlet, qui paraît en 1894. En 1896, âgé de septante-cinq ans (soixante-quinze ans), Dedekind demande sa retraite de l'Institut technologique supérieur de Brunswick après y avoir enseigné trente-deux ans sans discontinuer. Il gagne le titre de professeur émérite, mais reste proche de l'ancien Collegium Carolinum, où il donne sporadiquement des conférences et des cours d'été.

#### Une vieillesse honorée
Dès lors, il profite pleinement de la tranquillité du foyer qu'il partage avec sa sœur Julie, ni l'un ni l'autre ne s'étant marié. Leur frère Adolf est le seul de la famille à avoir une descendance. La fin de sa vie est calme, à l'image des années précédentes. L'épisode le plus agité est peut-être ses retrouvailles avec Georg Cantor en 1899, qui est inquiet pour l'avenir de la théorie des ensembles en raison des dégâts causés par les antinomies. Une fois à la retraite, Dedekind reçoit un concert de louanges en reconnaissance de sa longue et productive carrière mathématique. En janvier 1900, il est membre correspondant de l'Académie de Paris. En 1908, il fait un court séjour à Paris ; on ignore s'il s'est entretenu avec ses homologues, ce que nous savons, c'est que deux ans plus tard, l'Académie de Paris en fait un membre associé, le plus grand honneur auquel peut prétendre un scientifique étranger. En 1914, Dedekind se rend en France pour accepter sa nomination et refuse catégoriquement de signer la déclaration en soutien au Kaiser que de nombreux scientifiques allemands s'abaissent à signer à l'aube de la Première Guerre mondiale. Les académies de Göttingen, Berlin (1880) et Paris ne sont pas les seules à le distinguer. En 1900, il est élu membre des académies de Rome et de l'académie nationale des sciences Leopoldina de Halle. Il se voit aussi remettre un doctorat honoris causa par les universités Christiana d'Oslo, de Zurich et de Brunswick. S'il cesse d'enseigner, Dedekind ne met pas fin à sa carrière de chercheur. Ces recherches n'ont certes pas le même retentissement que ses travaux précédents, mais elles apportent un éclairage nouveau sur sa façon de raisonner, de comprendre et de développer les mathématiques. Il publie encore plusieurs articles, dont le dernier voit le jour en 1912. En 1910, la ville de Brunswick lui décerne la médaille d'or des sciences et de la culture.
Sa sœur Julie, avec qui il vit, meurt en 1914. Les dernières années de sa vie sont à l'image de presque toute sa vie : calmes et riches en mathématiques. Il meurt le 12 février 1916, tandis que l'Europe est ravagée par les canons. Sa pierre tombale est toujours visible au cimetière de Brunswick.

#### Ce que sont les nombres
Il maîtrise bien les techniques fondamentales de la théorie abstraite des ensembles, qui intéresse Cantor. Après avoir publié en 1872 sa méthode des coupures pour la construction des nombres réels, Dedekind se consacre presque entièrement à l'obtention d'une définition précise des différents ensembles numériques. Ses manuscrits comportent une analyse détaillée de la construction des nombres complexes en tant que paires ordonnées de nombres réels, qu'a fait William Rowan Hamilton dans les années 1830, et qu'il juge conforme à ses attentes en matière de rigueur. On trouve également parmi ses documents les études réalisées pour obtenir des constructions rigoureuses de l'ensemble des nombres entiers (Z) et l'ensemble des nombres rationnels (Q). Obtenir une définition précise des nombres naturels n'allait pas être facile, car il n'existe pas d'ensemble numérique plus simple que (N). La rédaction de la première version de sa monographie Que sont et à quoi servent les nombres ? l'occupe de 1872 à 1878. Après avoir terminé sa collaboration avec Heinrich Weber, il reprend ses recherches , puis prépare, en juin et juillet 1887 une deuxième ébauche. Après un long travail de révision, il met la dernière main à la version définitive de sa monographie Was sind und was sollen die Zahlen ? en octobre 1887, et la publie dans sa ville natale l'année suivante. À l'inverse de l'écrasante majorité de ses contemporains, Dedekind s'intéresse à un problème lié aux racines mêmes des mathématiques : la définition précise du concept de « nombre naturel ». Il y présente aussi, de façon explicite, bon nombre de ses conceptions philosophiques sur les mathématiques et y développe longuement sa pensée abstraite,.

## Hommages
L'astéroïde de la ceinture principale (19293) Dedekind porte son nom.